# Öjendorfer See
Öjendorfer See (en español, Lago de Öjendorf) es un lago de agua dulce de la ciudad-estado de Hamburgo, Alemania. El lago, con superficie de 460 000 m², se encuentra en medio del parque nacional homónimo en el distrito de Billstedt, y cuenta con dos playas para bañistas, una al norte y la otra al sur. Varios islotes cubiertos de espesa vegetación se encuentran en sus aguas.

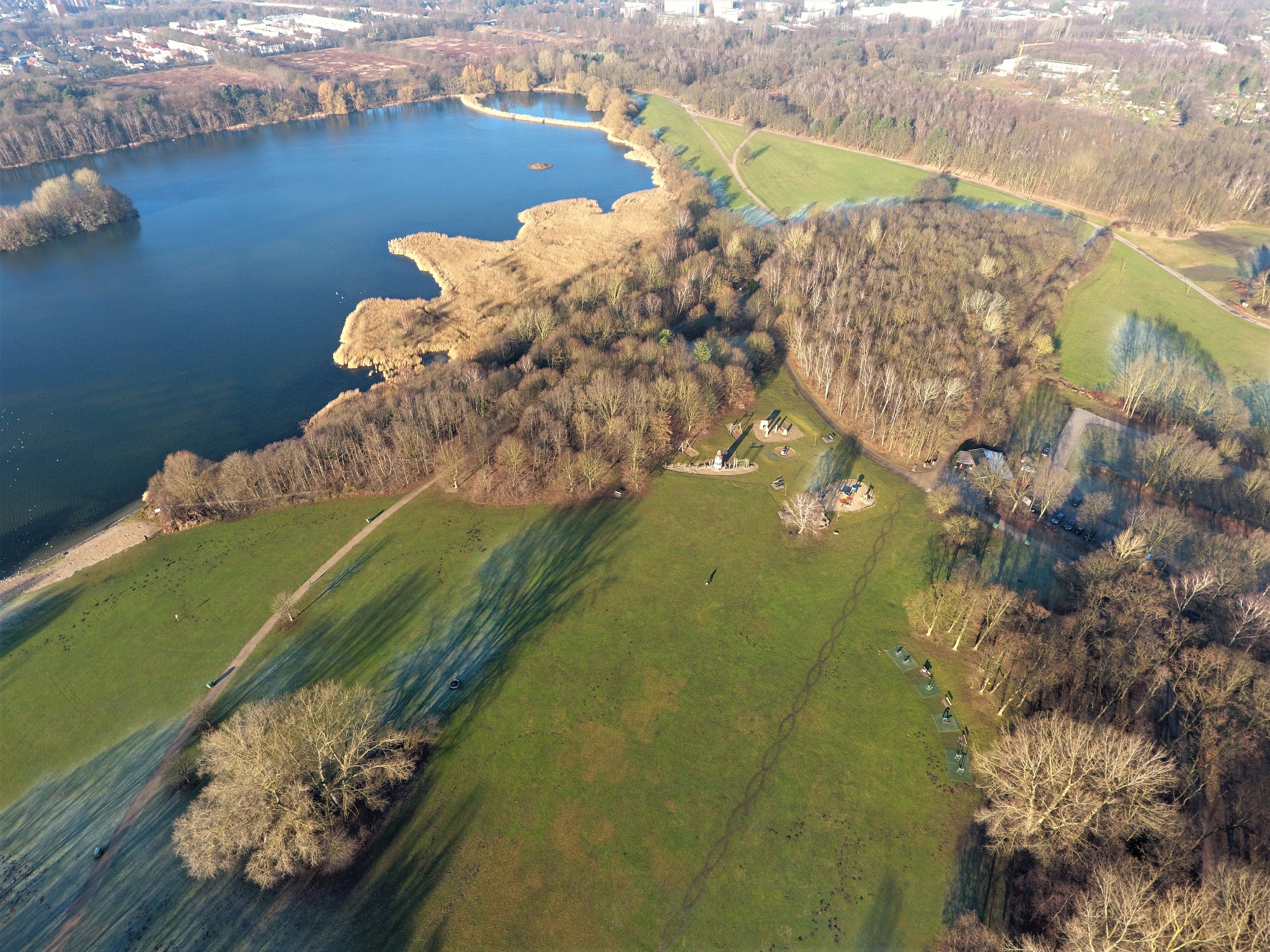
Öjendorfer See a vista de pájaro

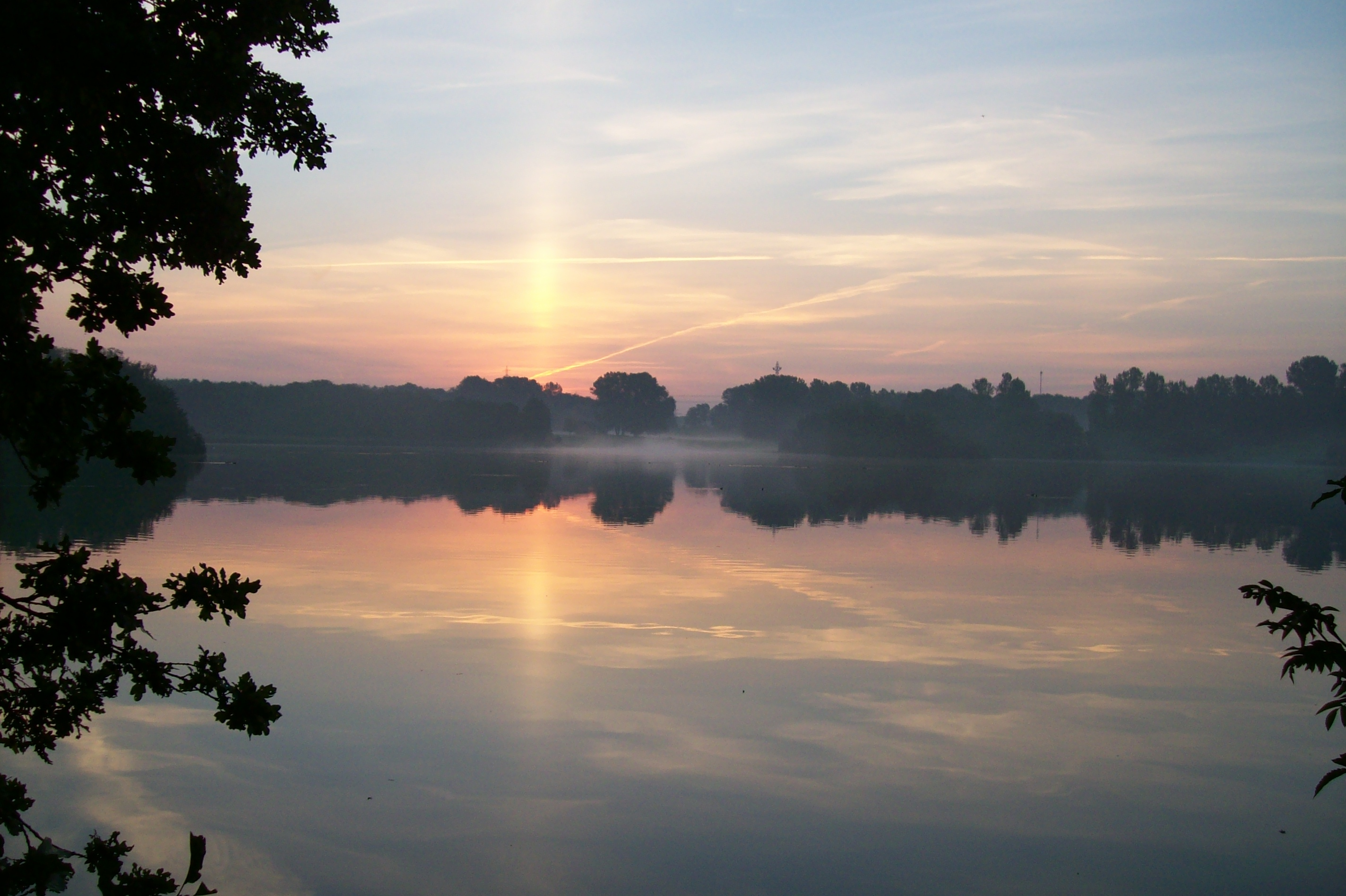
Öjendorfer See al atardecer

## Fauna
Al norte del lago se encuentra un santuario de aves famoso por ser una principal zona de invernada de los avetoros.
Las aguas del lago son hogar de una variedad de especies de peces, que incluye el lucio, el carpín, la carpa común, la lota, la perca, el gardí la tenca, el alburno, el Rhodeus amarus, el Aspius aspius y una especie de anguila. La pesca en el lago está prohibida durante todo el año.

## Actividades
A ambos lados del lago (norte y sur) se extienden dos pequeñas playas de arena, cuya orilla plana es adecuada para el baño. En la parte sur hay un área demarcada donde está prohibido bañarse o acampar. Tampoco están permitidas dichas actividades en la zona de protección de aves en el norte.
El parque en torno al lago ofrece espaciosas áreas de descanso, zona de barbacoa, dos parques para niños, quioscos y baños públicos.